# Cshö Dzsincshol
Cshö Dzsincshol (hangul: 최진철, handzsa: 崔眞喆, RR: Choi Jin-cheul; 1971. március 26. –) dél-koreai válogatott labdarúgó. 

## Pályafutása

### Klubcsapatban
1994 és 1995 között a Szangmu FC csapatában játszott. 1996 és 2007 között a Jeonbuk Hyundai Motors játékosa volt. 

### A válogatottban
1997 és 2006 között 65 alkalommal játszott a dél-koreai válogatottban és 4 gólt szerzett. Részt vett a 2002-es és a 2006-os világbajnokságon, a 2002-es CONCACAF-aranykupán és a 2004-es Ázsia-kupán.

## Sikerei, díjai
Jeonbuk Hyundai Motors
- AFC-bajnokok ligája (1): 2006
- Kupagyőztesek Ázsia-kupája döntős (1): 2001–02